# Punamäe järv
Punamäe järv är en sjö i Estland. Sjöns storlek är 4,7 hektar. Den ligger i landskapet Harjumaa, i den centrala delen av landet, 40 km sydost om huvudstaden Tallinn. Punamäe järv ligger 71 meter över havet.